# Народна Република Тува
Народна Република Тува (тув. Тьва Arat Respuвlik, Тыва Арат Республик, Tyva Arat Respublik) је била држава на територији бивше Руске Империје која је данас позната под називом Република Тува у данашњој Руској Федерацији.

## Историја
Након што је Руски грађански рат почео да се примиче крају, јединице Црвене армије ушле су у Туву јануара 1920. године. Месни бољшевици су, под покровитељством совјетске Русије, 14. августа 1921. године прогласили Народну Републику Туву. Службено име републике је до 1926. године било Тану Тува. Ову земљу током њеног постојања ниједна земља осим Совјетског Савеза није званично признала, иако се појављивала уцртана на мапама у разним светским атласима.
Први премијер Туве, Дондук Кулар из Тувинске народне револуционарне партије (ТНРП), прогласио је будизам државом религијом. Такође је настојао ограничити долазак колониста из Русије и успоставити односе са НР Монголијом. Совјетска влада је сузбила ове покушаје, након што је од 1930. године на власт у Туви дошла група бољшевика оданих Совјетском Савезу. Након тога је извршена чистка 1/3 партијског чланства и колективизација земље. Године 1932, Салчак Тока је постао генерални секретар ТНРП-а и остао све до смрти 1973. године.
НР Тува је ушла у Други светски рат као савезник Совјетског Савеза, 25. јуна 1941. године. На захтев тувинског хурала (скупштине), Тува је постала део Совјетског Савеза 11. октобра 1944. године. Президијум врховног совјета Совјетског Савеза ју је затим формирао као Тувинску аутономну област, унутар Руске СФСР.
Десетог октобра 1961. године, Тува је са статуса аутономне области уздигнута на статус аутономне републике. Године 1992, преименована је у Републику Тува, републику унутар Руске Федерације.

## Челници Партије
- Генерални секретар
  - Нимачијан (1921. — 1923)
  - Лобсанг-Осур (1923)
- Председник
  - Ојун Курседиј (9. јул 1923. — 15. март 1924)
- Генерални секретар
  - Шагдир (април 1924. — јануар 1926)
- Први секретар
  - Монгуш Бујан-Бадјиргиј (јануар 1926. — фебруар 1927)
  - Соднам Балчир Амбин-Нојон (фебруар 1927. — јануар 1929)
  - Иргит Шагдиржап (јануар 1929. — март 1952)
- Генерални секретар
  - Салчак Тока (6. март 1932. — 11. октобар 1944)